# 博耶特 (佛羅里達州)
博耶特（英語：Boyette）是位於美國佛羅里達州希爾斯波羅縣的一個非建制地區。該地的面積和人口皆未知。

## 地理
博耶特的座標為27°50′33″N 82°17′08″W / 27.84250°N 82.28556°W，而該地的平均海拔高度為25米（即82英尺）。